# Wacław Sierakowski (1741–1806)
Wacław Sierakowski herbu Ogończyk (ur. 29 września 1741 w Bogusławicach, zm. 14 lutego 1806 w Krakowie) – polski pisarz i organizator życia muzycznego, filantrop, ksiądz katolicki.

## Życiorys
Był synem Romana Sierakowskiego, chorążego i sędziego grodzkiego, bratankiem arcybiskupa lwowskiego Wacława Hieronima Sierakowskiego. Przeznaczony przez rodziców do stanu duchownego, w 1749 roku został przekazany pod opiekę stryja, który sfinansował jego wykształcenie. Uczęszczał do kolegiów jezuickich w Krośnie i Przemyślu, następnie studiował filozofię i teologię u księży misjonarzy w Warszawie i seminarium w Jarosławiu. W 1763 roku został mianowany kanonikiem katedry wawelskiej. 
W latach 1763–1765 przebywał na studiach w Rzymie, tam też w 1764 roku przyjął święcenia kapłańskie. W 1769 roku został koadiutorem prepozyta w kapitule katedralnej krakowskiej, od 1771 roku był także kanonikiem i koadiutorem prepozyta w kapitule kolegiackiej sandomierskiej. Od 1773 do 1777 roku pełnił funkcję prefekta kapeli wawelskiej. W 1776 roku był delegatem kapituły katedralnej krakowskiej na Trybunał Koronny. W latach 1777–1780 ponownie przebywał w Rzymie. W 1780 roku wrócił do posługi w katedrze wawelskiej, od 1782 roku był jej wiceproboszczem. Od 1781 roku urządzał w swoim domu publiczne koncerty, na których wykonywano polskie i włoskie kantaty. W tym samym roku założył prywatną szkołę śpiewu, działającą do 1787 roku, której dyrektorem mianował Franciszka Ksawerego Kratzera. Jednym z jej wychowanków był Jan Nepomucen Szczurowski. W 1787 roku uczniowie jego szkoły wystąpili przed goszczącym w Krakowie królem Stanisławem Augustem Poniatowskim. W 1784 roku sprowadził z Włoch trupę operową, pomagał Jackowi Kluszewskiemu w powołaniu pierwszego stałego polskiego teatru w Krakowie. Został pochowany w krypcie katedry wawelskiej. W 1807 roku brat Wacława, Sebastian Sierakowski, ufundował poświęconą mu tablicę przy wejściu do kaplicy Maciejowskiego.
W latach 1795–1796 opublikował trzytomowy podręcznik Sztuka muzyki dla młodzieży krajowej, w którym sformułował postulat powołania w Krakowie ośmioletniej szkoły muzycznej. Praca ta wprowadzała wzorowaną na włoskiej terminologię i wyjaśniała pojęcia muzyczne, miała jednak amatorski charakter i zawierała wiele błędów rzeczowych oraz przestarzałych poglądów. Sierakowski przekładał z języka włoskiego liczne libretta, m.in. Pietra Metastasia. Sam także pisał libretta, do których muzykę komponowali uczniowie jego szkoły. W 1792 roku złożył na sejmie memoriał z postulatem wprowadzenia do szkół powszechnych wychowania muzycznego i tworzenia w kraju zawodowego szkolnictwa muzycznego, który nie doczekał się jednak realizacji. Zajmował się także działalnością filantropijną, w 1787 roku ufundował w Krakowie manufakturę odzieży, w Sandomierzu zorganizował bezpłatną opiekę medyczną i aptekę, wydawał też książeczki z poradami dotyczącymi budownictwa, rolnictwa, ogrodnictwa, zdrowia i prawa spadkowego. Własnym sumptem wydawał celem rozprowadzania wśród ubogich dzieła o charakterze religijno-moralizatorskim. W 1794 roku, podczas insurekcji kościuszkowskiej, zorganizował na Wawelu fabrykę amunicji dla powstańców.